# Bethlehem Voetbalstadion
Het Bethlehem Voetbalstadion is een multifunctioneel stadion in Christiansted, een stad op het eiland Saint Croix op de Amerikaanse Maagdeneilanden. Het stadion ligt in de buurt van het gehuchtje Upper Bethlehem.
De locatie en de, op hetzelfde terrein staande kantoren van de Voetbalbond van de Amerikaanse Maagdeneilanden, werd ontwikkeld met behulp van investeringen van de FIFA. Er was op het eiland behoefte ontstaan voor een beter ontwikkeld voetbalstadion, waar het Voetbalelftal van de Amerikaanse Maagdeneilanden internationale wedstrijden kan spelen. In het stadion is plaats voor 1000 toeschouwers.

## Opening
Het stadion werd officieel geopend op 11 augustus 2019 in aanwezigheid van de FIFA-president Gianni Infantino en de CONCACAF-president Victor Montagliani. Het stadion werd daarvoor echter al gebruikt voor een aantal wedstrijden op het Olympisch kwalificatietoernooi voetbal 2020 voor mannen in juli 2019. Het nationale elftal speelde voor de eerste keer een wedstrijd op 5 september 2019, een wedstrijd op de CONCACAF Nations League. Er werd van de Kaaimaneilanden verloren met 0−2.